# Ctenogobiops
A Ctenogobiops a csontos halak (Osteichthyes) főosztályának a sugarasúszójú halak (Actinopterygii) osztályába, ezen belül a sügéralakúak (Perciformes) rendjébe, a gébfélék (Gobiidae) családjába és a Gobiinae alcsaládjába tartozó nem.

## Rendszerezés
A nembe az alábbi 9 faj tartozik:
- Ctenogobiops aurocingulus (Herre, 1935)
- Ctenogobiops crocineus Smith, 1959
- Ctenogobiops feroculus Lubbock & Polunin, 1977
- Ctenogobiops formosa Randall, Shao & Chen, 2003
- Ctenogobiops maculosus (Fourmanoir, 1955)
- Ctenogobiops mitodes Randall, Shao & Chen, 2007
- Ctenogobiops pomastictus Lubbock & Polunin, 1977
- Ctenogobiops tangaroai Lubbock & Polunin, 1977
- Ctenogobiops tongaensis Randall, Shao & Chen, 2003